# Мороз Леонід Аврамович
Леонід Аврамович Мороз (2 жовтня 1937, Київ, УРСР) — радянський і український звукорежисер. Заслужений працівник культури України (1994).

## Біографія
Народився 2 жовтня 1937 року у Києві.
У 1967 році закінчив факультет радіоелектроніки Київського політехнічного інституту.
Працював техніком, майстром по ремонту звукоапаратури студії «Київнаукфільм». З 1967 року звукооператор цієї студії.
Член Національної спілки кінематографістів України.

## Фільмографія
Оформив стрічки:
- «УРАТ-1» (1967)
- «Миронівські пшениці» (1967)
- «М'язи, XX сторіччя» (1968)
- «Михайло Стельмах» (1968)
- «Людина, що вміла літати» (1968, мультфільм)
- «Сім кроків за обрій» (1968)
- «Андрій Головко» (1969)
- «Кит і кіт» (1969, мультфільм)
- «Людина, яка вміла робити дива» (1969, мультфільм)
- «Марс XX» (1969, мультфільм)
- «Казка про доброго носорога»
- «Журавлик» (1979, мультфільм)
- «Як козаки у футбол грали» (1970, мультфільм)
- «Аркадій Гайдар» (1970)
- «Чи думають тварини?» (1970)
- «Добрий і злий» (1971)
- «Я та інші» (1971)
- «Братик Кролик та братик Лис» (1972, мультфільм)
- «Навколо світу мимоволі» (1972, мультфільм)
- «Наближення до істини» (1972)
- «Вбивця відомий» (1972)
- «Теплий хліб» (1973, мультфільм)
- «Пригоди жирафки» (1973, мультфільм)
- «Була у слона мрія» (1973, мультфільм)
- «Злодіяння» (1975)
- «Висота Максима Гуржія» (1975)
- «Все життя бій. Ярослав Галан» (1976)
- «Марокко. Роздуми в дорозі» (1976)
- «Вогні Придніпров'я» (1976, док. фільм, реж. В. Шкурин)
- «Гірке відлуння» (1979)
- «Хорватія. Земля і люди» (1979)
- «Світ Івана Генералича» (1979)
- «Золотий вересень возз'єднання. Роки і долі» (1979)
- «Адреса мільйонів» (1980)
- «Ой, у полі древо...» (1988, реж. П. Фаренюк)
- «Ой горе, це ж гості до мене» (1989, реж. П. Фаренюк)
- «На цвинтарі розстріляних ілюзій» (1989, реж. О. Михайлова)
- «Врубай Бітлів» (1990)
- «Ніч у маю» (1991, у співавт.)[1][2]
- «Світ Параски Горицвіт» (1992, у співавт.)
- «Казка про богиню Мокошу» (1995, мультфільм)
- «Починаючи з минулого» (1996, у співавт.)
- «Заради життя»
- «Любіть Україну»
- «Маестро Авдієвський»
- «Олесь Гончар. Післямова»
- «Україна сьогодні» (№ 1, 2, 3),
- «Реконструкція Палацу Україна» (1997, у співавт.)
- «Я — камінь з божої пращі»
- «До отчого порогу»
- «Кораблі і корабели» (у співавт.)
- «Ми любові не бачили — не війна, так горе» (1997)
- «Синя шапочка» (1998, мультфільм) та ін.